# Internationale Filmfestspiele Berlin 2021
Die 71. Internationalen Filmfestspiele Berlin (Berlinale) fanden aufgrund der COVID-19-Pandemie 2021 in zwei zeitlich getrennten Veranstaltungsblöcken statt. Vom 1. bis 5. März wurde eine digitale Plattform für die Filmindustrie („Industry Event“) organisiert. Daran schloss sich vom 9. bis 20. Juni ein Publikumsfestival („Summer Special“) an, bei dem die Filme im Festivalrahmen gezeigt wurden. Die 71. Auflage stand zum zweiten Mal unter der Leitung von Carlo Chatrian (künstlerischer Leiter) und Mariette Rissenbeek (Geschäftsführung). Das Programm wurde zwischen dem 8. und 11. Februar 2021 bekannt gegeben.
Ursprünglich sollte die Berlinale vom 11. bis 21. Februar 2021 stattfinden. Im Dezember 2020 wurde die Verschiebung in zwei Teilen auf März und Juni 2021 bekannt. Trotz der Pandemie hielt die Festivalleitung daran fest, das Publikumsfestival physisch durchführen zu lassen. Es wurde als reine Open-Air-Veranstaltung für das Publikum konzipiert. Insgesamt sollten 126 Filme in 16 Freiluftkinos präsentiert werden. Der Berliner Senat genehmigte das Publikumsfestival als Pilotprojekt mit Testpflicht.

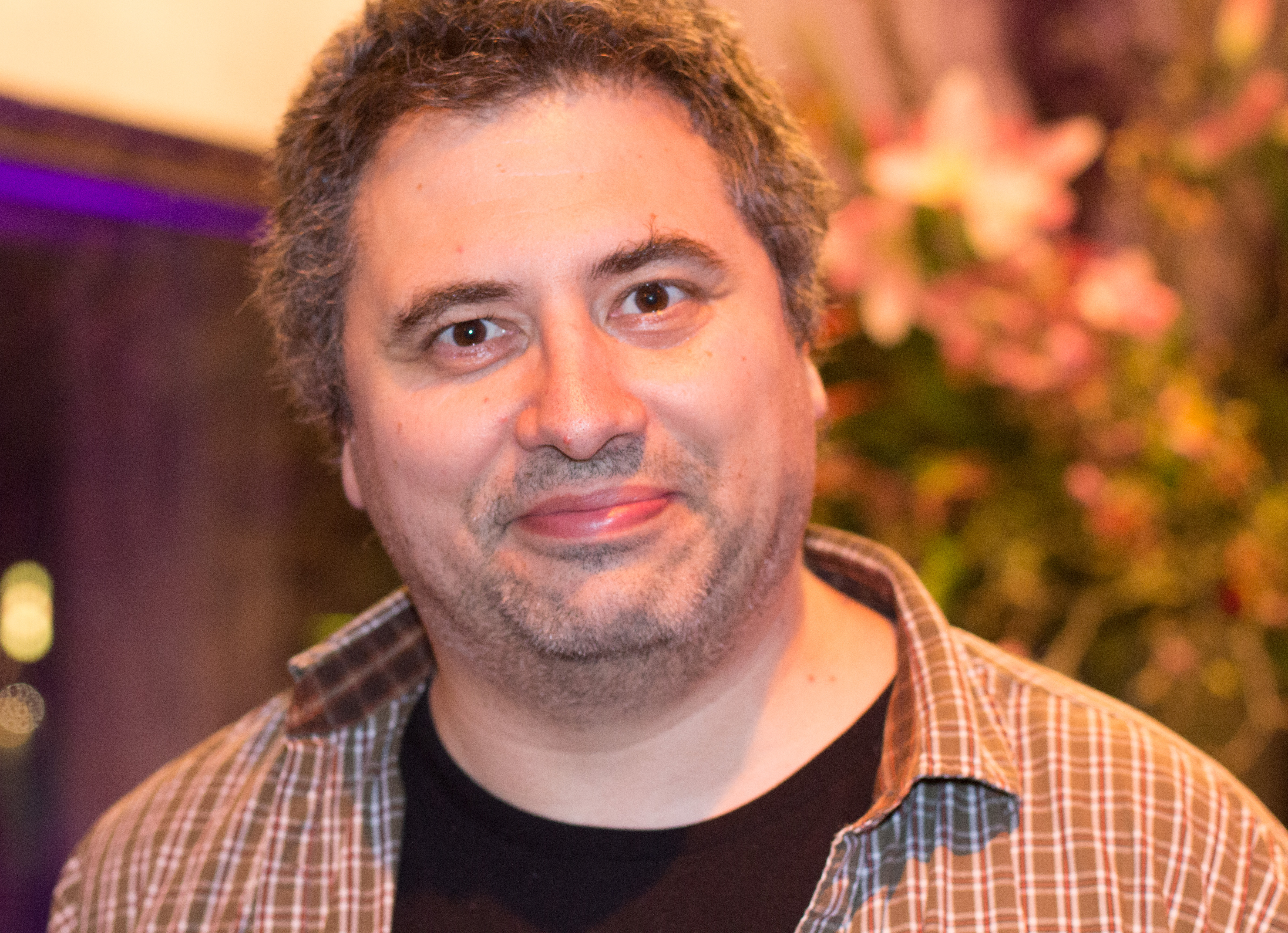
Gewinner des Goldenen Bären 2021: Radu Jude für seinen Spielfilm Bad Luck Banging or Loony Porn

In den Sparten Wettbewerb, Encounters, Berlinale Shorts und Generation entschieden internationale Jurys über die Preisträger, die während des „Industry Events“ bekannt gegeben wurden. Mit dem Hauptpreis ausgezeichnet wurde die europäische Koproduktion Bad Luck Banging or Loony Porn (Originaltitel: Babardeală cu bucluc sau porno balamuc) von Radu Jude. Die Preisverleihung vor Publikum fand beim „Summer Special“ statt.

## Hintergrund

### Einführung genderneutraler Darstellerpreise
Ab 2021 entfielen die Auszeichnungen für den besten Darsteller und die beste Darstellerin, stattdessen wurden erstmals Preise für die beste schauspielerische Leistung in einer Haupt- sowie in einer Nebenrolle ausgelobt. Der im Vorjahr ausgesetzte Alfred-Bauer-Preis wurde durch einen Silbernen Bären als „Preis der Jury“ ersetzt. Der Verein ProQuote Film hatte die Einführung der geschlechtsneutralen Preise im Vorfeld als „Feigenblatt für Innovation“ kritisiert, die Berlinale sei von Gendergerechtigkeit weit entfernt. In der Filmbranche seien zwei Drittel der Rollen für Männer geschrieben, auch für Produktionen außerhalb des Mainstreams. Dadurch seien Schauspielerinnen in Zukunft weiterem Konkurrenzkampf ausgesetzt. Der Verein empfahl stattdessen einen separaten Preis für die beste gendersensible Darstellung auszuloben. Tatsächlich sollten die beiden erstmals vergebenen Darstellerpreise zwei Schauspielerinnen ehren.

### European Film Market
Die Leitung des European Film Market (EFM) wurde im September 2020 mit Dennis Ruh neu besetzt. Als jährlich wechselndes „Country im Fokus“ sollte in diesem Jahr Chile mit seiner Filmindustrie und seinem Filmschaffen vorgestellt werden.

## Offizielle Sektionen

### Wettbewerb um den Goldenen Bären

#### Internationale Jury
Im Zuge des neuen Festivalformats 2021 wurde auch ein neues Konzept für die Zusammensetzung der Internationalen Jury beschlossen. Sechs Regisseure, deren Langfilme in der Vergangenheit mit dem Goldenen Bären ausgezeichnet wurden, entschieden über die Preise. Ein Jury-Vorsitz war in diesem Jahr nicht vorgesehen. Die Jurymitglieder sollten in Berlin die Filme auf der Leinwand sehen.
Die Jurymitglieder im Überblick:
- Ildikó Enyedi (Ungarn) – Regisseurin des Gewinnerfilms Körper und Seele (2017)
- Nadav Lapid (Israel) – Regisseur des Gewinnerfilms Synonymes (2019)
- Adina Pintilie (Rumänien) – Regisseurin des Gewinnerfilms Touch Me Not (2018)
- Mohammad Rasulof (Iran) – Regisseur des Gewinnerfilms Doch das Böse gibt es nicht (2020)
- Gianfranco Rosi (Italien) – Regisseur des Gewinnerfilms Seefeuer (2016)
- Jasmila Žbanić (Bosnien und Herzegowina) – Regisseurin des Gewinnerfilms Esmas Geheimnis – Grbavica (2006)

Rasoulof durfte nicht aus dem Iran ausreisen und nahm wie auch Lapid an den Vorstellungen und Jurysitzungen online teil.

#### Filme
Die um den Goldenen Bären konkurrierenden Langfilme wurden am 11. Februar 2021 in einem Videobeitrag von Carlo Chatrian bekannt gegeben. Insgesamt wurden 15 Filme aus 16 Ländern in den Wettbewerb aufgenommen, darunter zwei Spielfilmdebüts.
| Filmtitel (Verweistitel)                                                                                               | Regie                             | Land                                      | Darsteller (Auswahl) / Anmerkung                                                                   |
| --- | --------------------------------- | ----------------------------------------- | -------------------------------------------------------------------------------------------------- |
| Albatros (Drift Away)                                                                                                  | Xavier Beauvois                   | Frankreich                                | Jérémie Renier, Marie-Julie Maille, Victor Belmondo                                                |
| Bad Luck Banging or Loony Porn                                                                                         | Radu Jude                         | Rumänien, Luxemburg, Kroatien, Tschechien | Katia Pascariu, Claudia Ieremia, Olimpia Mălai                                                     |
| Fabian oder Der Gang vor die Hunde (Fabian – Going to the Dogs)                                                        | Dominik Graf                      | Deutschland                               | Tom Schilling, Saskia Rosendahl, Albrecht Schuch                                                   |
| Ballade von der weißen Kuh (Ghasideyeh gave sefid; قصیده گاو سفید)                                                     | Behtash Sanaeeha, Maryam Moghadam | Iran, Frankreich                          | Maryam Moghadam, Alireza Sanifar                                                                   |
| Das Glücksrad (偶然と想像) (Wheel of Fortune and Fantasy)                                                              | Ryūsuke Hamaguchi                 | Japan                                     | Kotone Furukawa, Kiyohiko Shibukawa, Fusako Urabe                                                  |
| Herr Bachmann und seine Klasse (Mr Bachmann and His Class)                                                             | Maria Speth                       | Deutschland                               | Dokumentarfilm                                                                                     |
| Ich bin dein Mensch (I’m Your Man)                                                                                     | Maria Schrader                    | Deutschland                               | Maren Eggert, Dan Stevens, Sandra Hüller                                                           |
| Introduction (인트로덕션) (Inteurodeoksyeon)                                                                           | Hong Sang-soo                     | Südkorea                                  | Shin Seo-kho, Park Mi-so, Kim Min-hee                                                              |
| Memory Box (دفاتر مايا)                                                                                                | Joana Hadjithomas, Khalil Joreige | Frankreich, Libanon, Kanada, Katar        | Rim Turki, Manal Issa, Paloma Vauthier                                                             |
| Nebenan (Next Door) | Daniel Brühl                      | Deutschland                               | Daniel Brühl, Peter Kurth                                                                          |
| Ein Polizei-Film (A Cop Movie)                                                                                         | Alonso Ruizpalacios               | Mexiko                                    | Mónica Del Carmen, Raúl Briones                                                                    |
| Petite Maman – Als wir Kinder waren (Petite maman)                                                                     | Céline Sciamma                    | Frankreich                                | Joséphine Sanz, Gabrielle Sanz, Nina Meurisse                                                      |
| Forest – I See You Everywhere                                                                                          | Benedek Fliegauf                  | Ungarn                                    | Laura Podlovics, István Lénárt, Lilla Kizlinger, Zsolt Végh, László Cziffer, Juli Jakab, Ági Gubík |
| Das Licht in den Birkenwäldern (Natural Light)                                                                         | Dénes Nagy                        | Ungarn, Lettland, Frankreich, Deutschland | Ferenc Szabó, Tamás Garbacz, László Bajkó                                                          |
| Was sehen wir, wenn wir zum Himmel schauen? (რას ვხედავთ, როდესაც ცას ვუყურებთ?) (Ras vkhedavt, rodesac cas vukurebt?) | Alexandre Koberidse               | Deutschland, Georgien                     | Ani Karseladse, Giorgi Botschorischwili, Wachtang Fantschulidse                                    |

### Berlinale Special Gala
In dieser Sektion wurden Filme gezeigt, die außer Konkurrenz laufen. Die offizielle Auswahl wurde am 11. Februar 2021 in einem Videobeitrag durch Carlo Chatrian bekannt gegeben.
| Filmtitel (Verweistitel)          | Regie                     | Land                           | Darsteller (Auswahl) / Anmerkung                                                            |
| --------------------------------- | ------------------------- | ------------------------------ | ------------------------------------------------------------------------------------------- |
| Best Sellers                      | Lina Roessler             | Kanada, Vereinigtes Königreich | Michael Caine, Aubrey Plaza                                                                 |
| Courage                           | Aljaksej Palujan          | Deutschland                    | Maryna Yakubovich, Pavel Haradnizky, Denis Tarasenka                                        |
| French Exit                       | Azazel Jacobs             | Kanada, Irland                 | Michelle Pfeiffer, Lucas Hedges, Valerie Mahaffey, Imogen Poots                             |
| Je suis Karl                      | Christian Schwochow       | Deutschland, Tschechien        | Luna Wedler, Jannis Niewöhner, Milan Peschel                                                |
| Language Lessons                  | Natalie Morales           | USA                            | Natalie Morales, Mark Duplass, Desean Terry                                                 |
| Limbo                             | Cheang Soi                | Hongkong, Volksrepublik China  | Lam Ka Tung, Liu Cya, Lee Mason, Hiroyuki Ikeuchi                                           |
| Der Mauretanier (The Mauritanian) | Kevin Macdonald           | Vereinigtes Königreich         | Jodie Foster, Tahar Rahim, Shailene Woodley, Benedict Cumberbatch                           |
| Per Lucio (For Lucio)             | Pietro Marcello           | Italien                        | Dokumentarische Form über Lucio Dalla                                                       |
| Tides                             | Tim Fehlbaum              | Deutschland, Schweiz           | Nora Arnezeder, Iain Glen, Sarah-Sofie Boussnina                                            |
| Tina                              | Dan Lindsay, T. J. Martin | USA                            | Dokumentarische Form (mit Tina Turner, Angela Bassett, Oprah Winfrey, Katori Hall)          |
| Wer wir waren (Who We Were)       | Marc Bauder               | Deutschland                    | Dokumentarische Form (mit Alexander Gerst, Sylvia Earle, Dennis J. Snower, Matthieu Ricard) |

### Berlinale Series
Seit 2015 biete diese Sektion einen exklusiven ersten Blick auf herausragende neue Serienproduktionen aus aller Welt. 2021 wurden sechs Titel ausgewählt, darunter erstmals zwei Miniserien aus Lateinamerika sowie mit Philly D.A. die erste Dokumentarserie.
| Filmtitel (Verweistitel)                          | Creator/Regie                                                                    | Land                    | Darsteller (Auswahl) | Sender                                      | Format           |
| ------------------------------------------------- | -------------------------------------------------------------------------------- | ----------------------- | --- | ------------------------------------------- | ---------------- |
| Entre hombres (Amongst Men)                       | Pablo Fendrik                                                                    | Argentinien             | Gabriel Goity, Nicolás Furtado, Diego Velázquez, Diego Cremonesi, Claudio Rissi                                                   | HBO                                         | 4 Folgen à 60’   |
| Ich und die Anderen (Me and the Others)           | David Schalko                                                                    | Österreich, Deutschland | Tom Schilling, Lars Eidinger, Katharina Schüttler, Sophie Rois, Mavie Hörbiger, Martin Wuttke                                     | Sky                                         | 6 Episoden à 40’ |
| It’s a Sin                                        | Russell T Davies (Creator), Peter Hoar (Regie)                                   | Vereinigtes Königreich  | Olly Alexander, Neil Patrick Harris, Stephen Fry, Keeley Hawes, Nathaniel Curtis, Lydia West, Callum Scott Howells, Omari Douglas | Channel 4, HBO Max, All3Media International | 5 Episoden à 48’ |
| Os últimos dias de Gilda (The Last Days of Gilda) | Gustavo Pizzi                                                                    | Brasilien               | Karine Teles, Julia Stockler, Antonio Saboia, Ana Carbatti, Lucas Gouvêa                                                          | Canal Brasil                                | 4 Episoden à 30’ |
| Philly D.A.                                       | Ted Passon, Yoni Brook, Nicole Salazar (Creator), Ted Passon, Yoni Brook (Regie) | USA                     | Dokumentarische Form über Larry Krasner                                                                                           |                                             | 8 Episoden à 54’ |
| Snöänglar (Snow Angels)                           | Mette Heeno (Creator), Anna Zackrisson (Regie)                                   | Schweden, Dänemark      | Josefin Asplund, Eva Melander, Maria Rossing, Ardalan Esmaili, Cecilia Nilsson                                                    | SVG, DR                                     | 6 Episoden à 58’ |

### Encounters
Die Wettbewerbssektion Encounters (dt.: „Begegnungen“) soll „ästhetisch und formal ungewöhnliche Werke von unabhängigen Filmemachern“ präsentieren. Das Programm wurde am 10. Februar 2021 bekannt gegeben. Es wurden 12 Spiel-, Dokumentar- und Experimentalfilme aus 16 Ländern als Welt- oder internationale Premieren ab einer Laufzeit von 60 Minuten gezeigt. Eine dreiköpfige Jury entschied über Auszeichnungen für den besten Film, die beste Regie sowie einen Spezialpreis der Jury. Die Preisträger wurden mit goldenen Bären-Plaketten geehrt.
Die Jurymitglieder im Überblick:
- Florence Almozini (Frankreich) – Programmer am Lincoln Center
- Cecilia Barrionuevo (Argentinien) – Künstlerische Leiterin des Festival Internacional de Cine de Mar del Plata
- Diedrich Diederichsen (Deutschland) – Redakteur und Herausgeber

| Filmtitel (Verweistitel)              | Regie                              | Land                                                         | Darsteller (Auswahl) / Anmerkung                                            |
| ------------------------------------- | ---------------------------------- | ------------------------------------------------------------ | --------------------------------------------------------------------------- |
| As I Want                             | Samaher Alqadi                     | Ägypten, Frankreich, Norwegen, Palästina                     | Dokumentarische Form                                                        |
| Azor                                  | Andreas Fontana                    | Schweiz, Frankreich, Argentinien                             | Fabrizio Rongione, Stéphanie Cléau                                          |
| The Beta Test (Der Betatest)          | Jim Cummings, PJ McCabe            | USA, Vereinigtes Königreich                                  | Jim Cummings, Virginia Newcomb, PJ McCabe                                   |
| Blutsauger                            | Julian Radlmaier                   | Deutschland                                                  | Alexandre Koberidse, Lilith Stangenberg, Alexander Herbst, Corinna Harfouch |
| Hygiène sociale (Sozialhygiene)       | Denis Côté                         | Kanada                                                       | Maxim Gaudette, Larissa Corriveau, Eleonore Loiselle                        |
| Das Mädchen und die Spinne            | Ramon Zürcher                      | Schweiz                                                      | Henriette Confurius, Liliane Amuat, Ursina Lardi                            |
| Mantagheye payani (District Terminal) | Bardia Yadegari, Ehsan Mirhosseini | Iran, Deutschland                                            | Bardia Yadegari, Farideh Azadi, Ali Hemmati                                 |
| Moon, 66 Questions                    | Jacqueline Lentzou                 | Griechenland, Frankreich                                     | Sofia Kokkali, Lazaros Georgakopoulos                                       |
| Wir (Nous)                            | Alice Diop                         | Frankreich                                                   | Dokumentarische Form                                                        |
| Rock Bottom Riser                     | Fern Silva                         | USA                                                          | Experimentalfilm                                                            |
| The Scary of Sixty-First              | Dasha Nekrasova                    | USA                                                          | Betsey Brown, Madeline Quinn, Dasha Nekrasova                               |
| Vị (Taste)                            | Lê Bảo                             | Vietnam, Singapur, Frankreich, Thailand, Deutschland, Taiwan | Olegunleko Ezekiel Gbenga, Thi Minh Nga Khuong, Thi Dung Le                 |

### Panorama
Die Sektion Panorama zeigte eine Auswahl an Dokumentar- und Spielfilmen. Das Programm wurde am 10. Februar 2021 bekannt gegeben.
Spielfilme
| Filmtitel (Verweistitel)                               | Regie                   | Land                           | Darsteller (Auswahl)                                                                               |
| ------------------------------------------------------ | ----------------------- | ------------------------------ | -------------------------------------------------------------------------------------------------- |
| Censor                                                 | Prano Bailey-Bond       | Vereinigtes Königreich         | Niamh Algar, Michael Smiley, Nicholas Burns, Vincent Franklin, Sophia La Porta                     |
| Death of a Virgin, and the Sin of Not Living           | George Peter Barbari    | Libanon                        | Etienne Assal, Adnan Khabbaz, Jean Paul Frangieh, Elias Saad, Feyrouz Abi Hassan, Souraya Baghdadi |
| Glück (Bliss)                                          | Henrika Kull            | Deutschland                    | Katharina Behrens, Adam Hoya, Nele Kayenberg, Jean-Luc Bubert                                      |
| Kelti (Celts)                                          | Milica Tomović          | Serbien                        | Dubravka Kovjanić, Stefan Trifunović, Katarina Dimić, Anja Đorđević                                |
| Der menschliche Faktor                                 | Ronny Trocker           | Deutschland, Italien, Dänemark | Mark Waschke, Sabine Timoteo, Jule Hermann, Wanja Valentin Kube                                    |
| Mishehu Yohav Mishehu (All Eyes Off Me)                | Hadas Ben Aroya         | Israel                         | Elisheva Weil, Yoav Hait, Leib Lev Levin, Hadar Katz                                               |
| Le monde après nous (The World After Us)               | Louda Ben Salah-Cazanas | Frankreich                     | Aurélien Gabrielli, Louise Chevillotte, Saadia Bentaïeb, Jacques Nolot                             |
| Night Raiders                                          | Danis Goulet            | Kanada, Neuseeland             | Elle-Máijá Tailfeathers, Brooklyn Letexier-Hart, Alex Tarrant, Amanda Plummer                      |
| Brother’s Keeper                                       | Ferit Karahan           | Türkei, Rumänien               | Samet Yıldız, Ekin Koç, Mahir İpek, Melih Selçuk, Cansu Fırıncı, Nurullah Alaca                    |
| Souad                                                  | Ayten Amin              | Ägypten, Tunesien, Deutschland | Bassant Ahmed, Basmala Elghaiesh, Hussein Ghanem                                                   |
| Ted K                                                  | Tony Stone              | USA                            | Sharlto Copley                                                                                     |
| Théo et les métamorphoses (Theo and the Metamorphosis) | Damien Odoul            | Frankreich                     | Théo Kermel, Pierre Meunier, Élia Sulem, Louise Morin, Ayumi Roux                                  |
| Die Welt wird eine andere sein (Copilot)               | Anne Zohra Berrached    | Deutschland, Frankreich        | Canan Kir, Roger Azar, Jana Julia Roth, Ceci Chuh, Nicolas Chaoui, Özay Fecht                      |
| Yuko No Tenbi (A Balance)                              | Yujiro Harumoto         | Japan                          | Kumi Takiuchi, Ken Mitsuishi, Masahiro Umeda, Yuumi Kawai                                          |

Dokumentarfilme
| Filmtitel (Verweistitel)            | Regie                 | Land                          |
| ----------------------------------- | --------------------- | ----------------------------- |
| Dirty Feathers                      | Carlos Alfonso Corral | USA, Mexiko                   |
| Genderation                         | Monika Treut          | Deutschland                   |
| Miguel’s War                        | Eliane Raheb          | Libanon, Deutschland, Spanien |
| North By Current                    | Angelo Madsen Minax   | USA                           |
| A Última Floresta (The Last Forest) | Luiz Bolognesi        | Brasilien                     |

### Berlinale Shorts
In der Reihe Berlinale Shorts wurden Spiel-, Dokumentar-, Experimental- und Animationsfilme mit einer Maximallänge von 30 Minuten (inkl. Abspann) gezeigt. Internationale Beiträge durften vor der Berlinale-Aufführung noch nicht außerhalb ihres Entstehungslandes gezeigt werden.
Neben dem Goldenen Bär für den besten Kurzfilm und dem Silbernen Bär vergab die Jury eine Nominierung für den Europäischen Kurzfilmpreis und den Audi Short Film Award.
Die Beiträge des Kurzfilmwettbewerbs – 20 Filme aus 16 Ländern – wurden am 9. Februar 2021 bekannt gegeben.
Die Jurymitglieder im Überblick:
- Basim Magdy (Ägypten) – Künstler
- Christine A. Maier (Österreich) – Kamerafrau
- Sebastian Urzendowsky (Deutschland) – Schauspieler

| Filmtitel (Verweistitel)                                                                               | Regie                              | Land                             | Darsteller / Anmerkung                                                                           | Länge (in min.) |
| --- | ---------------------------------- | -------------------------------- | ------------------------------------------------------------------------------------------------ | --------------- |
| Al motociclista no le cabe la felicidad en el traje (Motorcyclist’s Happiness Won’t Fit Into His Suit) | Gabriel Herrera                    | Mexiko                           | David Illiescas, Ángel Morales, Lisandro Robles, Ulises Robles, Estefanía Guerrero, Joel Ramirez | 10’             |
| Les Attendants (The Men Who Wait)                                                                      | Truong Minh Quý                    | Frankreich, Singapur             | Gérard Thomas, Jean-François Geneste, Souleymane Sanogo                                          | 15’             |
| Blastogenese X                                                                                         | Conrad Veit, Charlotte Maria Kätzl | Deutschland                      | Charlotte Maria Kätzl, Conrad Veit, Juraj Černák                                                 | 27’             |
| Deine Strasse                                                                                          | Güzin Kar                          | Schweiz                          | Sibylle Berg                                                                                     | 7’              |
| Easter Eggs                                                                                            | Nicolas Keppens                    | Belgien, Frankreich, Niederlande |                                                                                                  | 15’             |
| Das Glitzern im Barbieblut                                                                             | Ulu Braun                          | Deutschland                      | Gina Lisa Maiwald, Mietze Maiwald, Dietlind Sommer, Milan Braun                                  | 27’             |
| International Dawn Chorus Day                                                                          | John Greyson                       | Kanada                           | Shady Habash, Sarah Hegazi                                                                       | 15’             |
| A Love Song in Spanish                                                                                 | Ana Elena Tejera                   | Frankreich, Panama               | Yolanda Mathieu, Candido Ríos                                                                    | 24’             |
| Luz de Presença (A Present Light)                                                                      | Diogo Costa Amarante               | Portugal                         | Diana Neves Silva, João Castro, Gustavo Sumpta, Luís Miguel Cintra, Fernando Soares              | 19’             |
| More Happiness                                                                                         | Livia Huang                        | USA                              | Tina Wonglu, Joyce Keokham, Rui Ying Lu                                                          | 13’             |
| Nanu Tudor (My Uncle Tudor)                                                                            | Olga Lucovnicova                   | Belgien, Portugal, Ungarn        | Dokumentarische Form                                                                             | 20’             |
| One Hundred Steps                                                                                      | Bárbara Wagner Benjamin de Burca   | Frankreich, Deutschland          | Eabha Bourke, Mona Boutchebak, Malachy Bourke, Bob Quinn, Hakim Hamadouche                       | 29’             |
| One Thousand and One Attempts to Be an Ocean                                                           | Émilie Vandenameele                | Frankreich                       | Artus Antonini, Mathilde Le Borgne, Arthur Velten, Lucie Vincentelli                             | 11’             |
| Strange Object                                                                                         | Miranda Pennell                    | Vereinigtes Königreich           |                                                                                                  | 15’             |
| Wadim na progulke (Vadim on a Walk)                                                                    | Sascha Swirski                     | Russland                         |                                                                                                  | 8’              |
| Ventana (Window)                                                                                       | Edgar Jorge Baralt                 | USA                              | Edgar Jorge Baralt, Christina C Nguyen                                                           | 11’             |
| Xia Wu Guo Qu Le Yi Ban (Day Is Done)                                                                  | Zhang Dalei                        | Volksrepublik China              | Kong Weiyi, Zhang Chen, Guo Yanyun, Zhao Hua, Hao Mengfu, Li Xuejian                             | 24’             |
| Zonder Meer                                                                                            | Meltse Van Coillie                 | Belgien                          | Lucie Wyns, Jeroom Smeyers, Lone Genar, Eva Binon, Patrick Vervueren                             | 14’             |

### Forum
Die Filmauswahl des Forums wurde am 9. Februar 2021 bekannt gegeben.
| Filmtitel (Verweistitel)                                           | Regie                      | Land                                      | Darsteller / Anmerkung                                          |
| ------------------------------------------------------------------ | -------------------------- | ----------------------------------------- | --------------------------------------------------------------- |
| À pas aveugles (From Where They Stood)                             | Christophe Cognet          | Frankreich, Deutschland                   | Christophe Cognet                                               |
| Anmaßung                                                           | Chris Wright, Stefan Kolbe | Deutschland                               | Nadia Ihjelj, Josephine Hock                                    |
| Dotsch rybaka (Tzarevna Scaling)                                   | Juldus Bachtiosina         | Russland                                  | Alina Korol, Wiktorija Lissowskaja, Walentina Jasen             |
| Esquí (Ski)                                                        | Manque La Banca            | Argentinien, Brasilien                    | José Alejandro Colin, Segundo Botti, Shaman Herreran            |
| The First 54 Years – An Abbreviated Manual for Military Occupation | Avi Mograbi                | Frankreich, Finnland, Israel, Deutschland | Avi Mograbi                                                     |
| Garderie nocturne (Night Nursery)                                  | Moumouni Sanou             | Burkina Faso, Frankreich, Deutschland     |                                                                 |
| The Inheritance                                                    | Ephraim Asili              | USA                                       | Eric Lockley, Nozipho McClean, Chris Jarrell                    |
| Jai jumlong (Come Here)                                            | Anocha Suwichakornpong     | Thailand                                  | Apinya Sakuljaroensuk, Waywiree Ittianunkul, Sirat Intarachote  |
| Juste un mouvement (Just a Movement)                               | Vincent Meessen            | Belgien, Frankreich                       | Dialo Blondin Diop, Ousman Blondin Diop, Marie-Thérèse Diedhiou |
| Mbah Jhiwo (Mbah Jhiwo / Ancient Soul)                             | Alvaro Gurrea              | Spanien                                   | Yono Aris Munandar, Sayu Kholif, Musaena’h                      |
| No táxi do Jack (Jack’s Ride)                                      | Susana Nobre               | Portugal                                  | Amindo Martins Rato, Maria Carvalho, Joaquim Verissimoh         |
| Qué será del verano (What Will Summer Bring)                       | Ignacio Ceroi              | Argentinien                               | Ignacio Ceroi, Mariana Martinelli, Charles Louvet               |
| A River Runs, Turns, Erases, Replaces                              | Shengze Zhu                | USA                                       |                                                                 |
| Sichuan hao nuren (The Good Woman of Sichuan)                      | Sabrina Zhao               | Kanada                                    | Weihang He, Ruobing Zhao                                        |
| Ste. Anne                                                          | Rhayne Vermette            | Kanada                                    | Isabelle d’Eschambault, Jack Theis, Valerie Marion              |
| Taming the Garden                                                  | Salomé Jashi               | Schweiz, Deutschland, Georgien            |                                                                 |
| La veduta luminosa (The Luminous View)                             | Fabrizio Ferraro           | Italien, Spanien                          | Alessandro Carlini, Catarina Wallenstein, Freddy Paul Grunert   |

### Generation
Die Sektion Generation zeigte für Kinder und Jugendliche geeignete internationale Filmproduktionen. Die Filmauswahl wurde am 8. Februar 2021 bekannt gegeben.
Als Auszeichnung wird je ein Gläserner Bär von einer Kinder- (elf Berliner Kinder im Alter von 11 bis 14 Jahren) und einer Jugendjury (sieben Jugendliche zwischen 14 und 18 Jahren) an einen Spielfilm und eine Dokumentation vergeben. Daneben existiert eine internationale Generation-Kplus-Jury, die vom Deutschen Kinderhilfswerk gestiftete Geldpreise für den besten Lang- und Kurzfilm vergibt. Eine weitere internationale Jury vergibt im Auftrag der Bundeszentrale für politische Bildung ebenfalls einen Großen Preis für den besten Langfilm und einen Spezialpreis für den besten Kurzfilm.
Die Mitglieder der internationalen Jury im Überblick, die am 4. März ihre Preisträger bekanntgaben:
- Jella Haase (Deutschland) – Schauspielerin
- Mees Peijnenburg (Niederlande) – Regisseur
- Melanie Waelde (Deutschland) – Regisseurin und Drehbuchautorin

Die Generation-Kinderjury und die Jugendjury sowie die 2020 neu eingeführte, unabhängige Jury AG Kino Gilde 14plus wird im Rahmen des Summer Specials ihre Preise vergeben.
Generation Kplus
| Filmtitel (Verweistitel)                                  | Regie                   | Land                          | Anmerkung                                                               |
| --------------------------------------------------------- | ----------------------- | ----------------------------- | ----------------------------------------------------------------------- |
| Beans                                                     | Tracey Deer             | Kanada                        | Kiawentiio, Rainbow Dickerson, Violah Beauvais, Paulina Alexis          |
| Ensilumi (Erster Schnee)                                  | Hamy Ramezan            | Finnland                      | Aran-Sina Keshvari, Shahab Hosseini, Shabnam Ghorbani, Kimiya Eskandari |
| Sommerflirren (Han Nan Xia Ri)                            | Han Shuai               | Volksrepublik China           | Gong Beibi, Huang Tian, Zhang Xinyuan, Yan Xingyue                      |
| Jong chak yeok (Bis ans Ende der Welt)                    | Kwon Min-pyo Seo Hansol | Südkorea                      | Seol Si-yeon, Bae Yeon-woo, Park So-jung, Han Song-hee                  |
| Last Days at Sea (Letzte Tage Am Meer)                    | Venice Atienza          | Philippinen, Taiwan           | Dokumentarische Form                                                    |
| Mission Ulja Funk                                         | Barbara Kronenberg      | Deutschland, Luxemburg, Polen | Romy Lou Janinhoff, Jonas Oeßel, Hildegard Schroedter, Luc Feit         |
| Nelly Rapp – Monster Agent (Nelly Rapp – Monster Agentin) | Amanda Adolfsson        | Schweden                      | Matilda Gross, Lily Wahlsteen, Marianne Mörck, Johan Rheborg            |
| Eine Schule in Cerro Hueso (Una escuela en Cerro Hueso)   | Betania Cappato         | Argentinien                   | Mara Bestelli, Pablo Seijo, Clementina Folmer, Irene Zequin             |

Generation 14plus
| Filmtitel (Verweistitel)    | Regie              | Land                            | Anmerkung |
| --------------------------- | ------------------ | ------------------------------- | --- |
| Cryptozoo                   | Dash Shaw          | USA                             | Animationsfilm |
| Fighter                     | Jéro Yun           | Südkorea                        | Lim Seong-mi, Baek Seo-bin, Oh Kwang-rok, Lee Seung-yeon                                                                     |
| From the Wild Sea           | Robin Petré        | Dänemark                        | Dokumentarische Form |
| La Mif (The Fam)            | Fred Baillif       | Schweiz                         | Claudia Grob, Anaïs Uldry, Kassia Da Costa, Joyce Esther Ndayisenga, Charlie Areddy, Amélie Tonsi, Amandine Golay, Sara Tulu |
| Ninjababy                   | Yngvild Sve Flikke | Norwegen                        | Kristine Kujath Thorp, Arthur Berning, Nader Khademi, Tora Dietrichson                                                       |
| Stop-Zemlia                 | Kateryna Hornostaj | Ukraine                         | Marija Fedortschenko, Arsenij Markow, Jana Issajenko, Oleksandr Iwanow                                                       |
| Tabija (The White Fortress) | Igor Drljača       | Kanada, Bosnien und Herzegowina | Pavle Čemerikić, Sumeja Dardagan, Jasmin Geljo, Kerim Čutuna                                                                 |

### Perspektive Deutsches Kino
Die auf Anregung von Dieter Kosslick 2002 entstandene Sektion Perspektive Deutsches Kino präsentiert sowohl kurze als auch lange Spiel-, Dokumentar- und Experimentalfilme von deutschen Nachwuchsfilmemachern mit einer Mindestlänge von 20 Minuten. Sie richtet sich an talentierte Regisseure, die am Beginn ihrer Laufbahn stehen. Eine vorherige Teilnahme der Beiträge an einem Filmfestival war kein Ausschlusskriterium.
Unter den Beiträgen werden der Kompass-Perspektive-Preis (dotiert mit 5.000 Euro), „Kompagnon“-Förderpreis (Stipendium von 5.000 Euro / 2.500 Euro für Kurzfilme) und der Heiner-Carow-Preis vergeben.
Die Filmauswahl wurde am 10. Februar 2021 bekannt gegeben. Aus 225 eingereichten Filmen wurden drei Dokumentar- und  drei Spielfilme ausgewählt.
| Filmtitel (Verweistitel)  | Regie                   | Land                    | Anmerkung                                                                                            |
| ------------------------- | ----------------------- | ----------------------- | --- |
| In Bewegung bleiben       | Salar Ghazi             | Deutschland             | Dokumentarische Form                                                                                 |
| Instructions for Survival | Yana Ugrekhelidze       | Deutschland             | Dokumentarische Form                                                                                 |
| Jesus Egon Christus       | David Vajda, Saša Vajda | Deutschland             | Paul Arámbula, Sascha Alexander Geršak, Roxanna Stewens, Benjamin Stein, Zora Schemm, Angelo Martone |
| Die Saat                  | Mia Maariel Meyer       | Deutschland             | Hanno Koffler, Dora Zygouri, Robert Stadlober, Anna Blomeier, Andreas Döhler, Lilith Johna           |
| When a farm goes aflame   | Jide Tom Akinleminu     | Deutschland             | Dokumentarische Form                                                                                 |
| Wood and Water            | Jonas Bak               | Deutschland, Frankreich | Anke Bak, Ricky Yeung, Alexandra Batten, Patrick Lo, Theresa Bak                                     |

### Retrospektive
Mitte Oktober 2020 wurde mit No Angels – Mae West, Rosalind Russell & Carole Lombard der Titel der Retrospektive bekannt gegeben. 2021 soll das komödiantische Werk der drei US-amerikanischen Schauspielerinnen Mae West (1893–1980), Rosalind Russell (1907–1976) und Carole Lombard (1908–1942) mit einem Filmprogramm aus ca. 30 Filmen im Mittelpunkt stehen. Neben einer gleichnamigen deutsch-englischen Publikation soll die Retrospektive mit Veranstaltungen in der Deutschen Kinemathek ergänzt werden.
Das Programm wurde am 8. Februar 2021 bekannt gegeben. Es wurden ausschließlich US-amerikanische Produktionen ausgewählt. Im Rahmen des Berlinale Summer Specials 2021 konnten jedoch die zum größten Teil aus klassischem Filmmaterial bestehenden Filme nicht gezeigt werden, sodass die Retrospektive auf 2022 verschoben wurde.
| Filmtitel (Verweistitel)                           | Regie                | Jahr | Darsteller                                                         |
| -------------------------------------------------- | -------------------- | ---- | ------------------------------------------------------------------ |
| Belle of the Nineties                              | Leo McCarey          | 1934 | Mae West, Roger Pryor, Johnny Mack Brown, John Miljan              |
| Design for Scandal (Rache ist süß)                 | Norman Taurog        | 1941 | Rosalind Russell, Walter Pidgeon, Edward Arnold, Lee Bowman        |
| Every Day’s a Holiday (Jeder Tag ein Feiertag)     | A. Edward Sutherland | 1938 | Mae West, Edmund Lowe, Charles Butterworth, Charles Winninger      |
| Four’s a Crowd (Liebe zu viert)                    | Michael Curtiz       | 1938 | Errol Flynn, Olivia de Havilland, Rosalind Russell, Patric Knowles |
| Go West Young Man (Auf in den Westen)              | Henry Hathaway       | 1936 | Mae West, Warren William, Randolph Scott, Alice Brady              |
| Goin’ to Town                                      | Alexander Hall       | 1935 | Mae West, Paul Cavanagh, Gilbert Emery, Marjorie Gateson           |
| Hands Across the Table (Liebe im Handumdrehen)     | Mitchell Leisen      | 1935 | Carole Lombard, Fred MacMurray, Ralph Bellamy, Astrid Allwyn       |
| Hired Wife                                         | William A. Seiter    | 1940 | Rosalind Russell, Brian Aherne, Virginia Bruce, Robert Benchley    |
| His Girl Friday (Sein Mädchen für besondere Fälle) | Howard Hawks         | 1940 | Cary Grant, Rosalind Russell, Ralph Bellamy, Gene Lockhart         |
| I’m No Angel (Ich bin kein Engel)                  | Wesley Ruggles       | 1933 | Mae West, Cary Grant, Gregory Ratoff, Edward Arnold                |
| Klondike Annie                                     | Raoul Walsh          | 1936 | Mae West, Victor McLaglen, Phillip Reed, Helen Jerome Eddy         |
| Lady by Choice                                     | David Burton         | 1934 | Carole Lombard, May Robson, Roger Pryor, Walter Connolly           |
| My Little Chickadee (Mein kleiner Gockel)          | Edward F. Cline      | 1940 | Mae West, W. C. Fields, Joseph Calleia, Dick Foran                 |
| My Man Godfrey (Mein Mann Godfrey)                 | Gregory La Cava      | 1936 | William Powell, Carole Lombard, Alice Brady, Gail Patrick          |
| Mr. & Mrs. Smith (Mr. und Mrs. Smith)              | Alfred Hitchcock     | 1941 | Carole Lombard, Robert Montgomery, Gene Raymond, Jack Carson       |
| My Sister Eileen (Meine Schwester Ellen)           | Alexander Hall       | 1942 | Rosalind Russell, Brian Aherne, Janet Blair, George Tobias         |
| Night After Night                                  | Archie Mayo          | 1932 | George Raft, Constance Cummings, Wynne Gibson, Mae West            |
| No Man of Her Own                                  | Wesley Ruggles       | 1932 | Clark Gable, Carole Lombard, Dorothy Mackaill, Grant Mitchell      |
| Nothing Sacred (Denen ist nichts heilig)           | William A. Wellman   | 1937 | Carole Lombard, Fredric March, Charles Winniger, Walter Connolly   |
| She Done Him Wrong (Sie tat ihm Unrecht)           | Lowell Sherman       | 1933 | Mae West, Cary Grant, Owen Moore, Gilbert Roland                   |
| Take a Letter, Darling (Liebling, zum Diktat)      | Mitchell Leisen      | 1942 | Rosalind Russell, Fred MacMurray, Macdonald Carey, Constance Moore |
| This Thing Called Love                             | Alexander Hall       | 1941 | Rosalind Russell, Melvyn Douglas, Binnie Barnes, Allyn Joslyn      |
| To Be or Not to Be (Sein oder Nichtsein)           | Ernst Lubitsch       | 1942 | Carole Lombard, Jack Benny, Robert Stack, Felix Bressart           |
| True Confession (Ein Mordsschwindel)               | Wesley Ruggles       | 1937 | Carole Lombard, Fred MacMurray, John Barrymore, Una Merkel         |
| Twentieth Century (Napoleon vom Broadway)          | Howard Hawks         | 1934 | John Barrymore, Carole Lombard, Walter Connolly, Roscoe Karns      |
| What a Woman! (Eine Frau hat Erfolg)               | Irving Cummings      | 1943 | Rosalind Russell, Brian Aherne, Willard Parker, Alan Dinehart      |
| The Women (Die Frauen)                             | George Cukor         | 1939 | Norma Shearer, Joan Crawford, Rosalind Russell, Mary Boland        |

## Preisträger
Die Jurys gaben die Preisträger am 4. bzw. 5. März 2021 bekannt. Die offizielle Preisverleihung für den Wettbewerb, Berlinale Shorts, Encounters sowie die Gewinnerfilme des Berlinale Dokumentarfilmpreises und des GWFF Preises Bester Erstlingsfilm fanden während des Publikumsfestivals am 13. Juni 2021 in der Open-Air-Spielstätte auf der Museumsinsel statt.
Internationaler Wettbewerb
- Goldener Bär: Bad Luck Banging or Loony Porn – Regie: Radu Jude, Produktion: Ada Solomon
- Silberner Bär – Großer Preis der Jury: Das Glücksrad – Regie: Ryūsuke Hamaguchi
- Silberner Bär – Preis der Jury: Maria Speth (Herr Bachmann und seine Klasse)
- Silberner Bär – Beste Regie: Dénes Nagy (Das Licht in den Birkenwäldern)
- Silberner Bär – Beste Hauptrolle: Maren Eggert (Ich bin dein Mensch)
- Silberner Bär – Beste Nebenrolle: Lilla Kizlinger (Forest – I See You Everywhere)
- Silberner Bär – Bestes Drehbuch: Hong Sang-soo (Introduction)
- Silberner Bär – Herausragende künstlerische Leistung: Yibrán Asuad (Schnitt in Ein Polizei-Film)

Encounters
- Bester Film: Wir (Nous) – Regie: Alice Diop
- Beste Regie: Hygiène sociale (Denis Côté) und Das Mädchen und die Spinne (Ramon und Silvan Zürcher)
- Spezialpreis der Jury: Vị – Regie: Lê Bảo
- Lobende Erwähnung: Rock Bottom Riser – Regie: Fern Silva

Dokumentarfilmpreis
- Bester Dokumentarfilm: Wir (Nous) – Regie: Alice Diop
- Lobende Erwähnung: The First 54 Years – An Abbreviated Manual for Military Occupation – Regie: Avi Mograbi

Berlinale Shorts
- Goldener Bär für den besten Kurzfilm: Nanu Tudor – Regie: Olga Lucovnicova
- Silberner Bär – Preis der Jury: Xia Wu Guo Qu Le Yi Ban – Regie: Zhang Dalei
- Kurzfilm-Nominierung für den Europäischen Filmpreis: Easter Eggs – Regie: Nicolas Keppens

Generation
Kinder- und Jugendjurys
- Generation Kplus
  - Gläserner Bär für den besten Film: Beans – Regie: Tracey Deer
    - Lobende Erwähnung: Eine Schule in Cerro Hueso (Una escuela en Cerro Hueso) – Regie: Betania Cappato

- Generation 14plus[31]
  - Gläserner Bär für den besten Film: Stop-Zemlia – Regie: Kateryna Hornostaj
    - Lobende Erwähnung: Ninjababy – Regie: Yngvild Sve Flikke

Internationale Jury:
- Kplus

- Großer Preis für den besten Film: Sommerflirren (Han Nan Xia Ri) – Regie: Han Shuai
- Lobende Erwähnung: Eine Schule in Cerro Hueso (Una escuela en Cerro Hueso) – Regie: Betania Cappato

- 14plus:

- Bester Spielfilm: La Mif – Regie: Fred Baillif
- Lobende Erwähnung: Cryptozoo – Regie: Dash Shaw

GWFF Preis Bester Erstlingsfilm
- Preisträger: The Scary of Sixty-First – Regie: Dasha Nekrasova
- Lobende Erwähnung: District Terminal – Regie: Bardia Yadegari, Ehsan Mirhosseini

Publikumspreise
- Berlinale Publikums-Preis Wettbewerb 2021:

- Preisträger: Herr Bachmann und seine Klasse – Regie: Maria Speth
- 2. Platz: Ich bin dein Mensch – Regie: Maria Schrader
- 3. Platz: Ballade von der weißen Kuh – Regie: Behtash Sanaeeha, Maryam Moghadam

- Panorama-Publikumspreis:

- Preisträger: A Última Floresta – Regie: Luiz Bolognesi
- 2. Platz: Miguel’s War – Regie: Eliane Raheb
- 3. Platz: Genderation – Regie: Monika Treut

Preis Perspektive Deutsches Kino
- Preisträger: Instructions for Survival – Regie: Yana Ugrekhelidze
- Lobende Erwähnung: Wood and Water – Regie: Jonas Bak

Unabhängige Jurys
- Teddy Award[34]

- Bester Langfilm: Miguel’s War – Regie: Eliane Raheb
- Bester Kurzfilm: International Dawn Chorus Day – Regie: John Greyson
- Teddy Jury Award: Instructions for Survival – Regie: Yana Ugrekhelidze
- Special Teddy Award: Jenni Olson

- Caligari-Filmpreis

- Preisträger: A River Runs, Turns, Erases, Replaces – Regie: Shengze Zhu

- FIPRESCI-Preis[35]

- Wettbewerb: Was sehen wir, wenn wir zum Himmel schauen? – Regie: Alexandre Koberidse
- Encounters: Das Mädchen und die Spinne – Regie: Ramon und Silvan Zürcher
- Panorama: Brother’s Keeper – Regie: Ferit Karahan
- Forum: Esquí – Regie: Manque La Banca

Förderpreise
Die Förderpreise wurden im Rahmen des Berlinale Industry Events im März verliehen:
- Kompagnon-Förderpreise[36]

- Der Arbeiter – Regie: Eliza Petkova
- Wir waren Kumpel – Regie: Jonas Matauschek und Christian Johannes Koch

- ARTEKino International Award

- Who Killed Narciso – Regie: Marcelo Martinessi

- Eurimages Co-Production Development Award

- The Oblivion Theory – Regie: Annemarie Jacir

- VFF Talent Highlight Award

- Tropical Gothic – Regie: Isabel Sandoval

- Development Grant in Honor of Dimitri Eipides

- Preisträger: Dragons – Regie: Miguel Antunes Ramos
- Lobende Erwähnung: The Two Mountains Weighing Down My Chest – Regie: Viv Li

- Filmpreis für internationale Zusammenarbeit Deutschland / Arabische Welt (letztmalige Vergabe)

- Best-Pitch-Award:

- The Missing Planet – Regie: Marouan Omara und Tom Rosenberg, Produktion: Michael Henrichs und Mark Lotfy (Deutschland, Ägypten)
- Nobody Wants the Night – Regie: Remi Itani, Produktion: Janina Sara Hennemann und Aya Nabulsi (Deutschland, Libanon)

Ausgesetzte Preise
Aufgrund der COVID-19-Pandemie wurde die Verleihung folgender Preise im Jahr 2021 ausgesetzt:
Preise der unabhängigen Jurys:
- Goldener Ehrenbär
- Berlinale Kamera
- Preis der Ökumenischen Jury
- Gilde Filmpreis
- CICAE Art Cinema Award
- Label Europa Cinemas
- Friedensfilmpreis
- Amnesty International Filmpreis
- Heiner-Carow-Preis
- AG Kino Gilde 14plus

Leserpreise:
- Preis der Leserjury der Berliner Morgenpost
- Preis der Leserjury des Tagesspiegels
- Teddy Readers Award Powered by Queer.de